# Lied der Wolgaschlepper
Das Lied der Wolgaschlepper (russisch Эй, ухнем!, zu deutsch etwa Ej, hau ruck!) ist ein bekanntes, traditionelles, russisches Lied, welches von Mili Alexejewitsch Balakirew in einer Sammlung von Volksliedern veröffentlicht wurde.

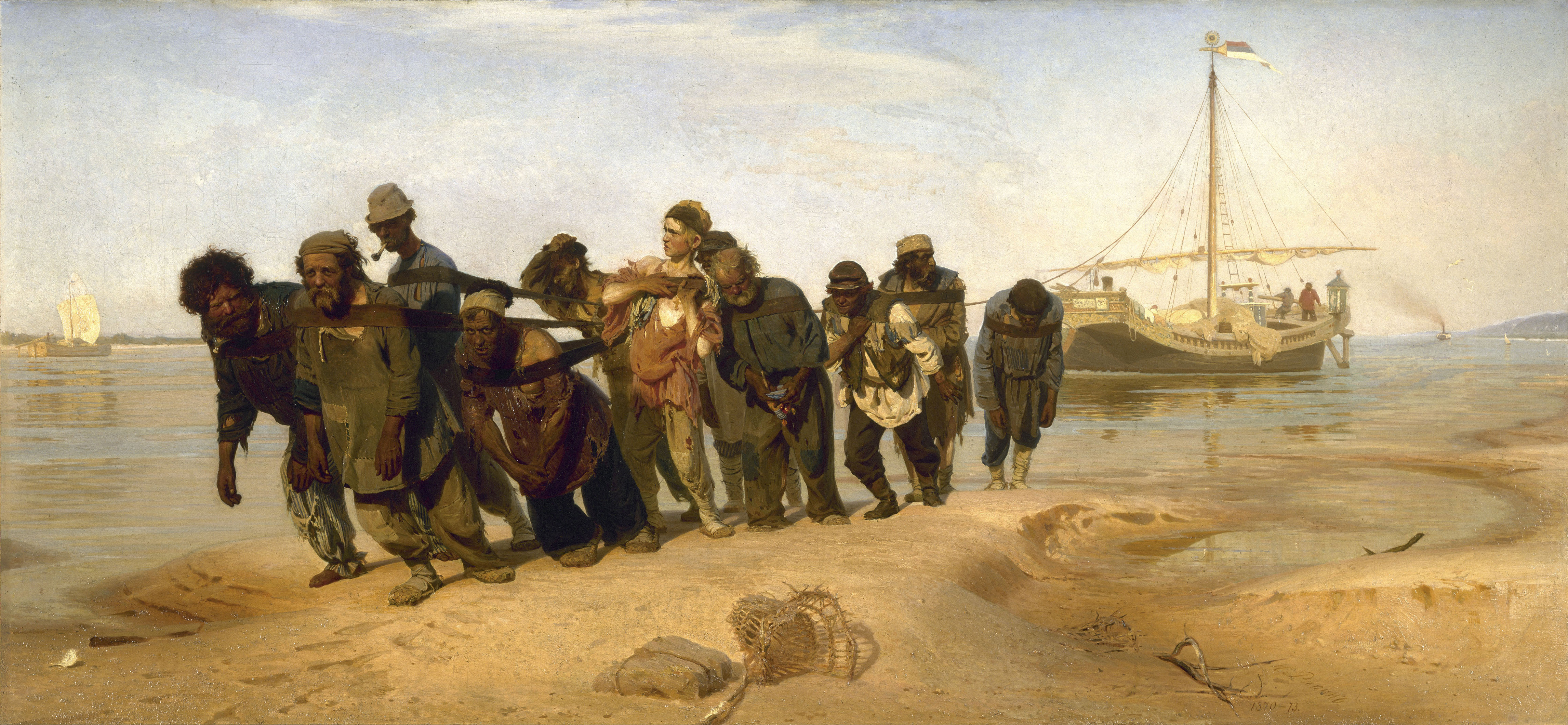
Die Wolgatreidler (1870–1873) von Ilja Repin

## Geschichte
Der russische Komponist Mili Balakirew reiste bereits in den 1860er Jahren durch den Kaukasus und die Wolgaregion. Während dieser Reise sammelte er Volkslieder, zu denen auch das Lied der Wolgaschlepper gehörte. Im Jahr 1889 veröffentlichte Balakirew das Lied in seiner Sammlung der russisch lyrischen Volkslieder von N. M. Lopatin und W. P. Prokunin (Сборник русских народных лирических песен Н. М. Лопатина и В. П. Прокунина). Die von Balakirew veröffentlichte Liedfassung beinhaltete aber nur den ersten Vers. Die anderen Verse kamen zu einem späteren Zeitpunkt hinzu. Das Lied behandelt das Treideln von Schiffen auf der Wolga durch Burlaken (russisch Бурла́к), welche zur damaligen Zeit Schiffe die Wolga stromaufwärts zogen.

## Text
| Russisch | Transkription | deutsche Übersetzung |
| --- | --- | --- |
| Эй, ухнем! Эй, ухнем! Ещё разик, ещё да раз! Эй, ухнем! Ещё разик, ещё да раз! Разовьём мы берёзу, Разовьём мы кудряву! Ай-да, да ай-да, Разовьём мы кудряву. Мы по бережку идём, Песню солнышку поём. Ай-да, да ай-да, Песню солнышку поём. Эй, эй, тяни канат сильней! Песню солнышку поём. Эй, ухнем! Ещё разик, ещё да раз! Эх ты, Волга, мать-река, Широка и глубока, Ай-да, да ай-да, Волга, Волга, мать-река Эй, ухнем! Ещё разик, ещё да раз! Эй, ухнем! | Ei, uchnem! Ei, uchnem! Jeschtscho rasik, jeschtscho da ras! Ei, uchnem! Jeschtscho rasik, jeschtscho da ras! Rasowjom my berjosu, Rasowjom my kudrjawu! Aj-da, da aj-da, Rasowjom my kudrjawu. My po bereschku idjom, Pesnju solnyschku poiom. Aj-da, da aj-da, Pesnju solnyschku poiom. Ei, ei, tjani kanat silnei! Pesnju solnyschku poiom. Ei, uchnem! Jeschtscho rasik, jeschtscho da ras! Ech ty, Wolga, mat-reka, Schiroka i gluboka, Aj-da, da aj-da, Wolga, Wolga, mat-reka Ei, uchnem! Jeschtscho rasik, jeschtscho da ras! Ei, uchnem! | Ej, hau ruck! Ej, hau ruck! Noch ein bisschen, noch einmal! Ej, hau ruck! Noch ein bisschen, noch einmal! Lasst uns den Birkenknüppel biegen, den Knüppel der lockigen Birke biegen! Aj-da, da aj-da! den Knüppel der lockigen Birke biegen! Wir gehen am Ufer entlang. Wir singen der Sonne unser Lied. Aj-da, da aj-da! Wir singen der Sonne unser Lied. Ej, Ej, zieh das Seil fester! Wir singen der Sonne unser Lied. Ej, hau ruck! Noch ein bisschen, noch einmal! Ach du, Wolga, Mutterstrom, tief und breit. Aj-da, da aj-da! Wolga, Wolga, Mutterstrom. Ej, hau ruck! Noch ein bisschen, noch einmal! Ej, hau ruck! |

## Verbreitung und Adaptionen
Das Lied wurde durch den russischen Opernsänger Fjodor Schaljapin populär und ist seither ein beliebtes Konzertstück für Bass. In den USA nahm Glenn Miller, etwa um 1934, eine Jazzfassung auf und erreichte 1941 Platz 1 in den US-Charts. Im deutschsprachigen Raum war das Lied der Wolgaschlepper einer der Erfolgstitel von Ivan Rebroff.
Der spanische Komponist Manuel de Falla schrieb ein Arrangement des Liedes für Klavier, das 1922 unter dem Namen Canto de los remeros del Volga veröffentlicht wurde. Er tat dies im Auftrag des Diplomaten Ricardo Baeza, der in einer Arbeitsgruppe des Völkerbundes tätig war und die finanzielle Hilfe für die mehr als zwei Millionen russische Flüchtlinge organisierte, die während des Ersten Weltkrieges inhaftiert und vertrieben wurden. Alle Einnahmen aus der Veröffentlichung flossen in dieses Projekt.
Weitere Bearbeitungen stammen von Alexander Glasunow (1905, für Chor und Orchester) und vom Brasilianer Heitor Villa-Lobos. Der deutsche Komponist Paul Graener schrieb Variationen für großes Orchester über das Lied der Wolgaschlepper, die im selben Jahr wie de Fallas Arrangement erschienen. Eine im deutschsprachigen Raum verbreitete Textpersiflage lautet: „Zieht euch warm an, denn die Kälte greift den Darm an“ und wurde Ende der 1970er Jahre von der Düsseldorfer Punkband ZK intoniert und 1981 erstmals auf dem Album Eddie’s Salon, sowie 1996 auf dem Album Auf der Suche nach dem heiligen Gral veröffentlicht.